# Zväz autobusovej dopravy
Zväz autobusovej dopravy, zkratka ZAD (česky Svaz autobusové dopravy) je slovenské profesní sdružení se sídlem v Žilině, jehož členy je většina největších regionálních autobusových dopravců na Slovensku, kteří zajišťují veřejnou pravidelnou autobusovou dopravu a jsou nástupci někdejších autobusových závodů podniků ČSAD na Slovensku. 

## Činnost
Prioritou činnosti ZAD je podpora autobusové dopravy i veřejné dopravy jako celku a její konkurenceschopnosti vůči individuálnímu motorismu s důrazem na potřeby cestujících a na zkvalitňování služeb. Na jaře 2014 Zväz autobusovej dopravy společně se sdružením ČESMAD Slovakia propagační kampaň Autobusová doprava – rozumná voľba, která je slovenskou částí kampaně „Smart Move“ spuštěné v říjnu 2009 Mezinárodní unií silniční dopravy (IRU) se sídlom v Ženevě. Cílem slovenských organizátorů je zdvojnásobit do roku 2020 používání autobusové dopravy na Slovensku.
Svaz má dlouhodobou ambici být respektovaným partnerem při tvorbě legislativy týkající se autobusové dopravy.
ZAD jako zástupce zaměstnavatelských organizací v hromadné veřejné silniční dopravě uzavírá kolektivní smlouvu vyššího stupně s odborovým svazem KOVO, zastupujícím zaměstnance.
V roce 2010, když odborový svaz KOVO hrozil na 2. června 2010 stávkou za zachování benefitů pro zaměstnance a jejich rodinné příslušníky, ZAD podpořil udržení těchto benefitů, avšak odsoudil zastavení autobusové dopravy jako formu stávky k prosazení těchto požadavků a doporučil zvolit jinou formu stávky.

## Členské společnosti
Členem svazu je (po vystoupení tří členů v letech 2008–2010) 14 dopravních společností, a to:
- BUS KARPATY spol. s r.o., Stará Ľubovňa
- eurobus, a.s., Košice (Společnost vznikla v roce 2001 sloučením SAD Košice, Rožňava a Spišská Nová Ves.)
- SAD Humenné, a.s., Humenné
- Slovak Lines, a.s., do února 2007 Slovenská autobusová doprava Bratislava, akciová společnost, ve zkratce SAD Bratislava, Bratislava
- Slovenská autobusová doprava Lučenec, akciová spoločnosť, Lučenec
- ARRIVA Michalovce, akciová společnost, dříve Slovenská autobusová doprava Michalovce, akciová spoločnosť, Michalovce
- ARRIVA Nové Zámky, akciová společnost, dříve Slovenská autobusová doprava Nové Zámky, akciová spoločnosť, Nové Zámky
- Slovenská autobusová doprava Poprad, akciová spoločnosť, Poprad
- SAD Prešov, a.s., Prešov
- SAD Prievidza, a.s., Prievidza
- Slovenská autobusová doprava Trenčín, akciová spoločnosť, Trenčín
- ARRIVA Nitra, a.s., do června 2013 Veolia Transport Nitra a.s., do konce června 2008 SAD Nitra a.s.,Nitra
- Slovenská autobusová doprava Zvolen, akciová spoločnosť, Zvolen
- Slovenská autobusová doprava Žilina, akciová spoločnosť, Žilina

Členské společnosti přepraví ročně přes 170 milionů cestujících, zejména v regionální dopravě, a jejich autobusy najezdí ročně přes 200 milionů km.

## Bývalí členové
- SAD Dunajská Streda, a.s., Dunajská Streda. Ze ZAD vystoupila roku 2008.[7]
- SKAND Skalica, do roku 1994 SAD Skalica. Ze ZAD vystoupila roku 2009.[7]
- SAD Trnava a. s., Trnava, další provozovny Hlohovec, Piešťany, Senica. Ze ZAD vystoupila v roce 2010.[7]

## Nečlenové
Někteří významní slovenští autobusoví dopravci navazující na podniky SAD nejsou členy ZAD: 
- SAD Banská Bystrica, a.s., Banská Bystrica, provozovna Brezno
- SAD LIORBUS a. s., Ružomberok, další provozovny Dolný Kubín, Liptovský Mikuláš, Námestovo, Trstená

Členy ZAD nejsou ani městské dopravní podniky na Slovensku. Ty sdružuje od roku 1993 organizace Združenie prevádzkovateľov hromadnej dopravy osôb v mestských aglomeráciách Slovenskej republiky (Združenie MHD SR). Členy tohoto sdružení v roce 2005 byly dopravní podniky z Bratislavy, Košic, Žiliny a Prešova a SAD Banská Bystrica, SAD Trnava a SAD Zvolen. V zápise z března 2014 jsou jako členové zmiňovány též SAD Žilina, Arriva Nové Zámky, Arriva Nitra, Arriva Michalovce, MDS Považská Bystrica, AD Púchov, Liorbus, SAD Prievidza, SAD Lučenec, SAD Prešov, SAD Poprad, Skand Skalica, eurobus, DZS-M.K.TRANS Michalovce a Dopravní podnik města Banská Bystrica.

## Vedení
Od roku 2006 do roku 2014 byl prezidentem svazu George Trabelssie. 10. dubna 2014 byl prezidentem svazu zvolen na dvouleté období Peter Pobeha, předseda představenstva a generální ředitel SAD Žilina a.s.

## Mezinárodní srovnání
V České republice podobná jednotná organizace významných autobusových dopravců neexistuje. Autobusoví dopravci jsou sdruženi v různých organizacích, zejména Svaz dopravy, ADSSF, ADSSS, Sdružení dopravních podniků ČR a ČESMAD Bohemia.